# Кокрекбаев, Карим Насбекович
Карим Насбекович Кокрекбаев (каз. Кәрім Нәсбекұлы Көкірекбаев; 28 июля 1957, Шуский район, Жамбылская область) — председатель Государственного учреждения «Казселезащита». Государственный деятель Республики Казахстан.
Окончил Алматинский институт железнодорожного транспорта, по специальности инженер путей сообщения. Кандидат экономических наук, почетный железнодорожник.

## Биография
Происходит из рода Шымыр племени дулат.
Трудовую деятельность начал в 1975 году помощником машиниста локомотивного депо станции Чу.
С 1980 по 1986 годы — помощник начальника службы локомотивного хозяйства, диспетчер Алма-Атинского отделения железной дороги, составитель поездов, секретарь комитета комсомола локомотивного депо стануии Чу, секретарь Чуйского ГК ЛКСМК.
С 1986 по 1995 годы — заместитель начальника станции Сары-Озек, начальник станции Алма-Ата-2, начальник отдела перевозок — заместитель начальника Алма-Атинской железной дороги.
С 1995 по 1997 годы — заместитель генерального директора, генеральный директор ДГП «Алматыжелдорэкспедиция» Алматинской ЖД, начальник главного управления грузовой и коммерческой работы РГП «Казакстан Темір жолы».
В 1997—1998 годы — начальник Алматинской железной дороги, генеральный директор РГП "Международный аэропорт «Астана».
В 1998—1999 годы — вице-президент общественного фонда «Еркин-Комек».
В 1999—2000 годы — аким Мойынкумского района.
В 2000—2001 годы — вице-министр природных ресурсов и охраны окружающей среды РК.
В 2001—2002 годы — генеральный директор компании «Air Kazakhstan Tour».
С 2002 по 2008 годы — вице-президент, управляющий директор, главный инженер АО "НК «Казакстан Темір жолы».
В 2008—2009 годы — заместитель акима Жамбылской области.
С декабря 2009 по декабрь 2013 года был первым заместителем акима Жамбылской области.
20 декабря 2013 года назначен акимом Жамбылской области.
10 января 2018 года Указом Главы государства освобожден от должности акима Жамбылской области в связи с переходом на другую работу.
7 февраля 2018 года — 26 августа 2019 года — чрезвычайный и полномочный посол Республики Казахстан в Кыргызской Республике.
28 августа 2019 года назначен председателем Государственного учреждения «Казселезащита».
Сидит в сизо за коррупцию

## Семья
Жена — Кисанова Гульбахыт Омаровна, дети — Марлен (1978 г.р.), Молдир (1982 г.р.), Самал (1986 г.р), Меруерт (1992 г.р).